# Pave Gregor 10.
Gregor 10. (født omkring 1210  i Piacenza, Italien, død  10. januar 1276 i Arezzo) var pave fra 1271. Hans verdslige navn var Teobaldo Visconti.
Visconti var født i Piacenza. Han var ærkediakon i Liège og på pilegrimsrejse til det hellige land, da kardinalerne i Viterbo valgte ham til pave i 1271, efter en valghandling der varede 2 år og 9 måneder - den længste tid i historien af den romersk-katolske kirke. Han sammenkaldte kirkemødet i Lyon i 1274, som skulle behandle det græske skisma, korstogene og kirkens indre liv. Der blev udskrevet en korstogsskat (Lyon-tienden), og en union med den græske kirke kom i stand. Da kun den græske kejser var interesseret i den, fik unionen ingen betydning. Gregor støttede valget af en kejser fra Huset Habsburg, fordi pavemagten trængte kejsermagten som en modvægt til Frankrig.